# NGC 6834
NGC 6834 est un très jeune amas ouvert situé dans la constellation du Cygne. Il a été découvert par l'astronome germano-britannique William Herschel en 1784.
La taille apparente de l'amas est de  6 minutes d'arc, ce qui, compte tenu de la distance égale à 2 958 ± 248 pc (∼9 650 al) et grâce à un calcul simple, équivaut à une taille réelle de 16,8 ± 1,4 al.
Selon la classification des amas ouverts de Robert Trumpler, cet amas renferme entre 50 et 100 étoiles (lettre m) dont la concentration est moyenne (II) et dont les magnitudes se répartissent sur un intervalle moyen (le chiffre 2),,. Le site Lynga indique que l'amas renferme 50 étoiles.

## Observation
La magnitude visuelle de 7,8 ne permet pas de voir cet amas à l'œil nu, mais on peut l'observer assez aisément avec des jumelles dont l'ouverture est de 40 à 50 mm ou avec un petit télescope.

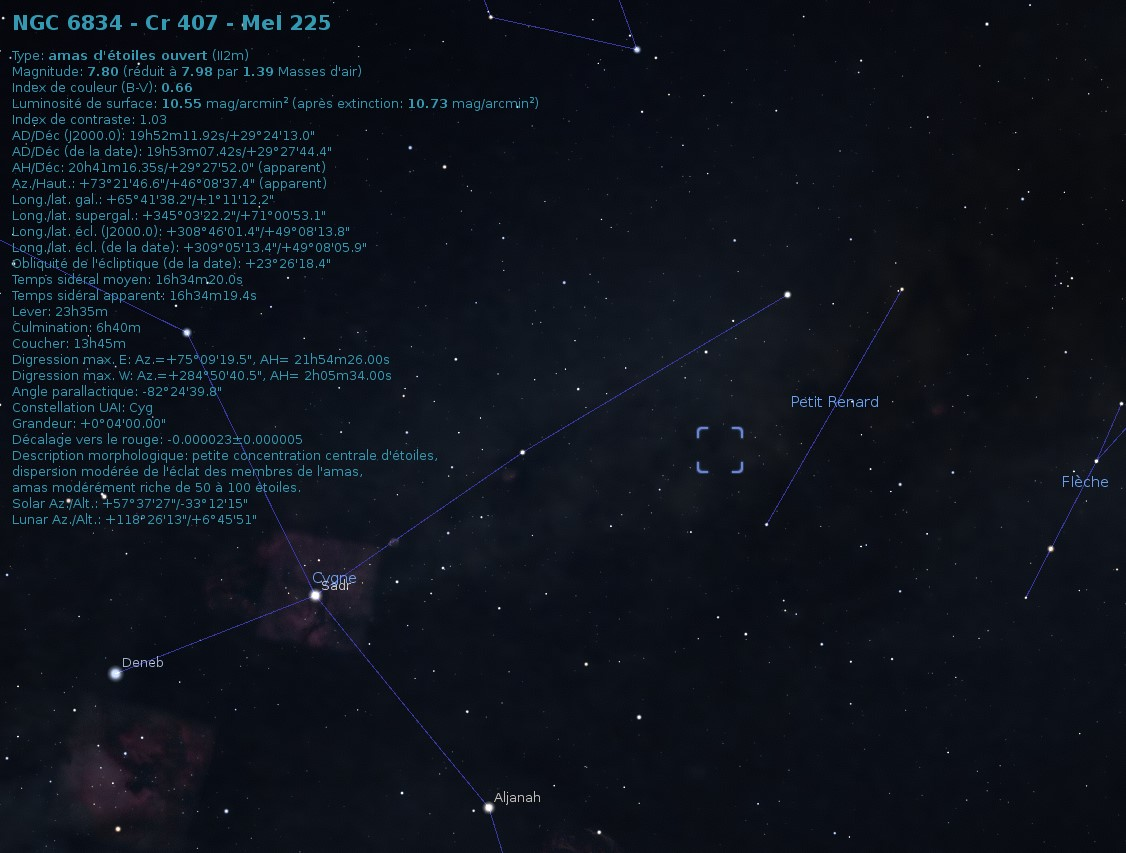
Emplacement de NGC 6834 dans la constellation du Cygne.

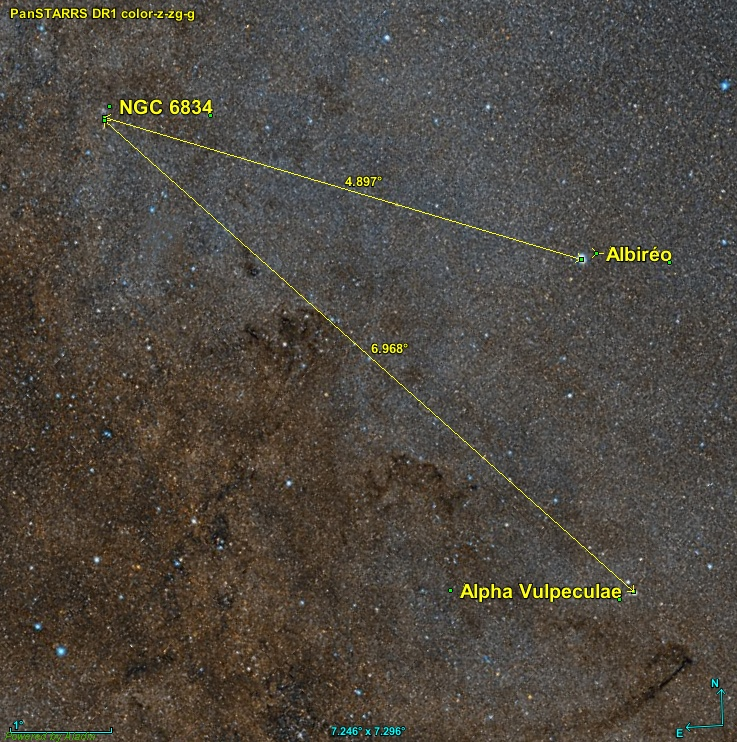
Position de NGC 6834 par rapport aux étoiles Albiéro et Alpha Vulpeculae.

NGC 6834 est à environ 4,9° au nord-est de l'étoile Albiréo et à 7,0° au nord-est d'Alpha Vulpeculae.

## Caractéristiques

### Distance et vitesse
Trois valeurs de la distance sont indiquées sur la base de données Simbad, dont deux sont basées sur les mesures de la parallaxe effectuées par le satellite satellite Gaia, soit environ 3 283 pc (∼10 700 al) et 2 958 ± 248 pc (∼9 650 al). La troisième valeur (environ 2 074 pc (∼6 760 al)) provient des mesures photométriques effectuées par le satellite 2MASS.
La grandeur de la vitesse radiale de l'amas a été rapportée dans deux publications récentes (2017 et 2018) : −6,80 ± 1,4 km/s et 11,09 ± 16,45 km/s.

### Métallicité
Simbad rapporte une seule de la métallicité (Fe/H) égale à 0,024. Cela signifie que le pourcentage d'éléments lourds (plus lourd que l'hydrogène et l'hélium) de cet amas est égal à 106% (100,024) de celui du Soleil.

### Étoiles variables
Quinze étoiles variables ont été observées dans la région de NGC 6834. La plus lumineuse est une étoile située hors de l'amas et plus près de nous. Il s'agit d'une étoile de type Gamma Doradus. Huit autres étoiles font fort probablement partie de l'amas, l'une est de type Gamma Cassiopeiae, deux de type Lambda Eridani, une variable ellipsoïdale, une variable à éclipse et trois variables dont le type n'a pas été identifié. Quatre autres variables observées ne sont certainement pas membres de l'amas. Les deux autres sont probablement hors de l'amas
NGC 6755 renferme au moins trois étoiles traînardes bleues.
Simbad montre aussi un bouton nommé Children. En cliquant sur ce bouton, on atteint une section de cette base de données qui renferme un tableau contenant 320 entrées, cependant des étoiles apparaissent à deux ou même plusieurs plusieurs repises sur le tableau.  Une colonne de ce tableau indique la probabilité que l'étoile appartienne à l'amas. Le titre de la colonne permet de classer la probabilité par ordre croissant ou décroissant. En cliquant sur la désignation de l'étoile, on atteint la page de Simbad qui résume ses propriétés.